# 田中不二麿
- 田中不二麿
- 田中不二麻呂

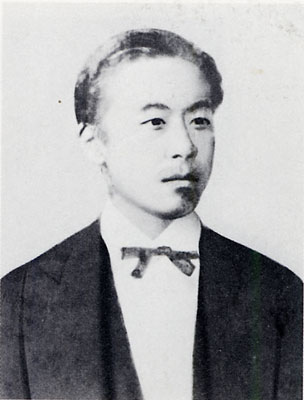
田中不二麿

田中 不二麿（たなか ふじまろ、1845年7月16日〈弘化2年6月12日〉- 1909年〈明治42年〉2月1日）は、明治期の日本の政治家、教育行政家。位階爵位は正二位勲一等子爵。号は夢山。名前は「不二麻呂」とも表記され、幕末には寅三郎（とらさぶろう）、国之輔と称した。明治新政府での著名人物としては非常に稀少な尾張藩出身の人物である。
尾張国名古屋城下出身。慶応3年12月（1868年1月）、新政府の参与となる。明治4年（1871年）、文部省出仕と同時に岩倉使節団理事官となり、欧米に渡って教育制度の調査に当たった。帰国後は文部大輔まで進み、学制実施と教育令制定を主導したが、明治13年（1880年）に司法卿に転じた。以後、参事院副議長、駐伊特命全権公使、駐仏特命全権公使、枢密顧問官、司法大臣を歴任し、晩年は再び枢密顧問官を務めた。
明六社会員。島崎藤村の長編小説『夜明け前』や、井上ひさしの戯曲『國語元年』に登場する。

## 経歴
尾張国名古屋城下に尾張藩士の子として生まれ、長じて藩校・明倫堂で和漢古典を学ぶうちに勤皇思想に心酔した。成績優秀につき藩参与に取り立てられる。
時あたかも幕末の動乱期であり、佐幕か尊王攘夷かで尾張藩も意見が二分したが、尊攘派の「金鉄組」に属した。徳川御三家という、藩論を論ずるにあたり大変な神経を使う藩情にもかかわらず、尊皇攘夷の大道を説き続け、同僚の丹羽賢、中村修（後の名古屋市長）らとともに尊皇攘夷建白書を家老ほか藩内要職者に提出。また京に足を運び彼地の尊皇攘夷論者と頻繁に接触した。
青松葉事件以後、実権を握る徳川慶勝の右腕となって藩論の統一に尽力し、一躍藩の内外にその名を知られるようになる。慶応3年（1867年）、王政復古の大号令を受けて参与に任命、同日の小御所会議に尾張藩代表として出席した。
慶応4年（1868年）正月、官軍に徴士。翌年、大学御用掛を拝命し、教育行政に携わるようになる。
明治3年（1870年）、徳島藩で庚午事変（稲田騒動）が勃発すると、特命を受けて現地に急行。関係者聴取の上で短日月の内に報告書を上程し、迅速な騒動鎮定に大いに寄与した。
明治4年（1871年）10月、文部大丞になる。11月12日岩倉遣欧使節に文部理事官として随行、アメリカ・アマースト大学に留学中の新島襄を通訳兼助手とし、欧米の学校教育を見聞する。帰国後、欧米教育制度を紹介した『理事功程』15巻を著す。
明治7年（1874年）、9月27日文部大輔となる（1880年まで文部行政の中心となる）。外務卿・陸奥宗光と共に、観測のため来日したメキシコ天文観測隊を歓待し、近代日墨国交の端緒を開く。1876年、フィラデルフィア万国博覧会の視察をかねて渡米し、アメリカ各州の教育行政の調査を実施した。1878年12月、公議による教育政策の決定を提唱して「教育国会ヲ創設スルノ議」を公表した。
明治12年（1879年）、教育令を建白。学制が廃され同令が施行される。教育令は学制にある画一的なあるいは民生圧迫的な側面を退けて、アメリカ式の地方主体の自由主義教育を基調としたもので、6歳から14歳の間における義務就学期間をわずか16ヶ月とし、校舎を設けず教員の巡回で教育を行う移動教育の導入、私立学校の開設認可制度を取り入れるなど画期的なもので親や町村の教育負担を著しく軽減した。
一方において、音楽取調掛を設け、伊沢修二らを欧米に派遣し『蝶々』『霞か雲か』『ローレライ』等のドイツ民謡を教育現場に取り入れると共に音楽教育の近代化を図り、あるいは伊沢と共に体操伝習所を設置し近代体育教育を導入なおかつ日本人身体の科学的調査を行い、また女子校や幼稚園の開設に関与した。
しかしながら、未就学児の増加ならびにいわゆる学力低下を招いたとして政府内で批判が強まり、教育令実施による学事停滞とその欧化主義的政策展開の責を負って翌明治13年（1880年）3月12日、司法卿に配置換えとなる。
以後は教育行政から遠ざかり、参事院議官、駐イタリア公使、駐フランス公使、枢密顧問官をへて明治24年（1891年）、「藩閥色を薄めるために薩長出身者以外の閣僚を」との伊藤博文・山縣有朋らの要請を受け第1次松方内閣の司法大臣を拝命。後、位階正二位に任ぜられ子爵を授与される。
明治25年（1892年）、司法官弄花事件の影響により司法大臣を辞職する。
明治29年（1896年）11月12日、改正条約発効の準備のための改正条約施行準備委員会副委員長に就任した。
明治42年（1909年）、目白の自宅において65歳で没。墓所は谷中霊園からあきる野市の五日市カトリック墓地に改葬されている。子に地質学者・田中阿歌麿（あかまろ）、孫に経済地理学者の田中薫がいる。

## 戯曲・國語元年の田中閣下
井上ひさしの戯曲『國語元年』は明治7年（1874年）の東京にある架空の文部官吏の邸を舞台に、登場人物がそれぞれのお国訛りを喋ることで好事家の興味をそそる作品であるが、主人公に「全国統一話言葉（はなしことば）制定取調」を任命する上席役人として“文部少輔田中不二麿閣下”が登場する（厳密には主人公が「田中閣下はこう申された」と発言を引用される形）。作中での田中は激しい名古屋弁で主人公を叱責する。
- 「てぁーもなぁーことだでよー」（飛んでもねえことだ）
- 「オミャー、ニスイワナン」（にぶいんだよ、おまえは）
- 「今頃めずらしヌクでやわ」（このごろ珍しい抜け作だよ）
- 「チョーズバにブチョ落ちてビタビタビタンコになるがエーだよォ」（便所に叩き落ちてびしょ濡れになるがいいや）

## 栄典
位階
- 明治元年閏4月21日（1868年6月11日）- 従五位下
- 1873年（明治6年）6月25日 - 正五位
- 1874年（明治7年）11月5日 - 従四位
- 1880年（明治13年）5月24日 - 正四位
- 1886年（明治19年）10月20日 - 従三位[5]
- 1890年（明治23年）7月11日 - 正三位[6]
- 1891年（明治24年）6月15日 - 従二位[7]
- 1909年（明治42年）1月31日 - 正二位[8]

爵位
- 1887年（明治20年）5月9日 - 子爵[9]

勲章等
| 受章年                     | 略綬 | 勲章名                 | 備考 |
| -------------------------- | ---- | ---------------------- | ---- |
| 1881年（明治14年）7月16日  |      | 勲二等旭日重光章       |      |
| 1891年（明治24年）6月27日  |      | 勲一等瑞宝章           |      |
| 1898年（明治31年）12月28日 |      | 旭日大綬章             |      |
| 1906年（明治39年）4月1日   |      | 旭日桐花大綬章         |      |
| 1906年（明治39年）4月1日   |      | 明治三十七八年従軍記章 |      |

外国勲章佩用允許
| 受章年                    | 国籍           | 略綬 | 勲章名                                               | 備考 |
| ------------------------- | -------------- | ---- | ---------------------------------------------------- | ---- |
| 1888年（明治21年）5月24日 | イタリア王国   |      | 王冠勲章グランコルドーネ                             |      |
| 1890年（明治23年）7月10日 | フランス共和国 |      | レジオンドヌール勲章コマンドゥール                   |      |
| 1891年（明治24年）12月8日 | フランス共和国 |      | レジオンドヌール勲章第二等                           |      |
| 1892年（明治25年）5月13日 | スペイン王国   |      | イサベル・ラ・カトリカ勲章第一等                     |      |
| 1900年（明治33年）3月6日  | ポルトガル王国 |      | ヴィラ・ヴィソーザ無原罪の聖母騎士団勲章グランクルス |      |

## 著作
- 『理事功程』 文部省、1873年11月-1875年9月 ／ 臨川書店、1974年4月 ／ 雄松堂書店〈明治初期教育稀覯書集成〉、1982年6月
- 「学士会院ノ成立ヲ要ス」（『文部省第三年報』 1877年6月）
  - 松本三之介、山室信一校注 『日本近代思想大系 10 学問と知識人』 岩波書店、1988年6月、ISBN 4002300102
- 教育博物館開業に際しての演説（『教育雑誌』第45号、文部省、1877年10月）
  - 「田中文部大輔教育博物館開業ノ演説」（『教育新誌』第8号、汎愛社、1877年9月）
- 『米国百年期博覧会 教育報告』 文部省、1877年11月
- 「公立書籍館ノ設置ヲ要ス」（『文部省第四年報』 1877年12月）
- 「唱歌奏楽ハ教育ノ為メニ欠ク可ラサルヲ論ス」（東京大学法理文学部編纂 『学芸志林』第2巻第9冊、1878年4月）
- 「明治十一年七月八日東京大学卒業証書授与式演説」（『学芸志林』第3巻第13冊、1878年8月）
- 『米国学校法』 文部省、1878年10月 ／ 信山社出版〈日本立法資料全集〉、2023年12月上・下、ISBN 9784797293821 9784797293838
- 「教育国会ヲ創設スルノ議」（『文部省第五年報』 1878年12月）
  - 前掲、『日本近代思想大系 10 学問と知識人』
- 「巡察具状」（国立公文書館所蔵 「公文別録・地方巡察使復命書・明治十六年・第二巻・明治十六年」 ／ 「公文別録・地方巡察使復命書・明治十六年・第三巻・明治十六年」 ／ 「公文別録・地方巡察使復命書・明治十六年・第六巻・明治十六年」） - アジア歴史資料センター Ref.A03022963500、A03022964700、A03022968000
  - 我部政男編 『明治十五年・明治十六年 地方巡察使復命書 上巻』 三一書房、1980年11月
- 「教育稍談」（大隈重信撰、副島八十六編修 『開国五十年史 上巻』 開国五十年史発行所、1907年12月）
  - 大隈重信撰、副島八十六編修 『開国五十年史 上巻』 原書房〈明治百年史叢書〉、1970年11月
- 『夢山絶句』 双芝仙館、1909年
- 「田中子爵（不二麿）閣下御談話筆記」（重松優編 『大木喬任伝記資料談話筆記』 佐賀県立佐賀城本丸歴史館〈佐賀城本丸クラシックス〉、2023年3月、ISBN 9784905172178）

## 関連文献
- 「田中不二麿」（国立公文書館所蔵 「職務進退・元老院 勅奏任官履歴原書 転免病死ノ部」）
  - 我部政男、広瀬順晧編 『国立公文書館所蔵 勅奏任官履歴原書 上巻』 柏書房、1995年6月、ISBN 4760111662
- 「田中不二麿」（国立公文書館所蔵 「枢密院文書・枢密院高等官転免履歴書 明治ノ二」） - アジア歴史資料センター Ref. A06051170100
  - 『国立公文書館所蔵 枢密院高等官履歴 第2巻』 東京大学出版会、1996年11月、ISBN 4130987127
- 「教育令時代に於ける米国主義の教育と文部大輔田中不二磨の功業」（横山健堂著 『文部大臣を中心として評論せる 日本教育の変遷』 中興館書店、1914年11月 ／ 臨川書店、1974年9月
- 竹林熊彦 「田中不二麻呂子の点描」（『教育』第5巻第3号、岩波書店、1937年3月）
- 田中阿歌麿 「田中不二麿と明治初年の文教行政」（文部省編 『文部時報』第730号、1941年7月）
- 田中薫 「祖父田中不二麿のこと」（『服装』第6巻第1号、田中千代学園、1979年 ／ 第6巻第2号、1979年）
- 埜上衛 「田中不二麻呂の前半生と西洋」（有坂隆道編 『日本洋学史の研究 6』 創元社、1982年4月）
- 森川輝紀、唐沢富太郎 「田中不二麿 : 「理事功程」を著し、女子教育の振興に尽くす」（唐沢富太郎編著 『図説 教育人物事典 : 日本教育史のなかの教育者群像 下巻』 ぎょうせい、1984年7月）
- 「田中不二麿と教育の自律主義」（森川輝紀著 『教育勅語への道 : 教育の政治史』 三元社、1990年5月、 ISBN 9784883030019）
  - 森川輝紀著 『増補版 教育勅語への道 : 教育の政治史』 三元社、2011年7月、ISBN 9784883032952
- 埜上衛 「公共図書館 : 生涯学習の先覚者田中不二磨」（日本放送出版協会編 『日本の『創造力』 : 近代・現代を開花させた四七〇人 4 進む交流と機能』 日本放送出版協会、1993年3月、ISBN 4140092084）
- 加納正巳 「田中不二麻呂」（伊藤隆、季武嘉也編 『近現代日本人物史料情報辞典 2』 吉川弘文館、2005年12月、ISBN 4642013466）
- 森川輝紀、宮坂朋幸 「田中文政研究の現状と課題」（湯川嘉津美研究代表 『近代初頭日本における教育の地方分権化・自由化政策の形成』 2007年3月）
- 財部香枝 「田中不二麿」（青木豊、矢島國雄編 『博物館学人物史 下』 雄山閣、2012年5月、ISBN 9784639021957）
- 大森東亜 「田中不二麿 : 国民主義の教育を志向」（米欧亜回覧の会、泉三郎編『岩倉使節団の群像 : 日本近代化のパイオニア』ミネルヴァ書房、2019年2月、ISBN 9784623084005）
- 京都大学文学部日本史研究室編 『田中不二麿関係文書』 思文閣出版、2021年12月、ISBN 9784784220045